# 营市街街道
营市街街道，是中华人民共和国山東省济南市槐荫区下辖的一个乡镇级行政单位。

## 行政区划
营市街街道下辖以下地区：
营市东街社区、槐村街社区、营市西街社区、舜承苑社区、绿园社区和凯旋新城社区。